# جک کروشن
جک کروشن (انگلیسی: Jack Kruschen؛ ‏ ۲۰ مارس ۱۹۲۲ – ۲ آوریل ۲۰۰۲) بازیگر اهل کانادا بود.
از فیلم‌ها یا برنامه‌های تلویزیونی که وی در آن نقش داشته است می‌توان به آپارتمان، تا تو بودی، پادوی هتل، اتفاق و ستوان کلمبو اشاره کرد.